# Shannonomyia (Shannonomyia) vocator
Shannonomyia (Shannonomyia) vocator is een tweevleugelige uit de familie steltmuggen (Limoniidae). De soort komt voor in het Neotropisch gebied.